# NGC 1320
NGC 1320 ist eine Spiralgalaxie mit aktivem Galaxienkern vom Hubble-Typ Sa im Sternbild Eridanus am Südsternhimmel. Sie ist schätzungsweise 123 Millionen Lichtjahre von der Milchstraße entfernt und hat einen Durchmesser von etwa 65.000 Lichtjahren. Wahrscheinlich bildet sie gemeinsam mit NGC 1321 ein gebundenes Galaxienpaar.

Im selben Himmelsareal befinden sich u. a. die Galaxien NGC 1308, NGC 1322, NGC 1323.
Die Typ-Ia-Supernova SN 1994aa wurde hier beobachtet.
Das Objekt wurde am 20. September 1784 von dem Astronomen William Herschel entdeckt.